# Lehtisaari (ö i Finland, Birkaland, Tammerfors, lat 62,00, long 23,35)
Lehtisaari är en ö i Finland. Den ligger i sjön Aurejärvi och i kommunen Ylöjärvi i den ekonomiska regionen Tammerfors och landskapet Birkaland, i den sydvästra delen av landet, 220 km norr om huvudstaden Helsingfors. Öns area är 2,3 hektar och dess största längd är 250 meter i sydöst-nordvästlig riktning.